# Зјум Опољски
Зјум Опољски (алб. Zym) је насељено место у општини Призрен, на Косову и Метохији. Према попису становништва из 2011. у насељу је живело 585 становника.

## Становништво
Према попису из 2011. године, Зјум Опољски има следећи етнички састав становништва:
| Националност | 2011.        |
| Албанци      | 583 (99,66%) |
| Бошњаци      | 1 (0,17%)    |
| непознато    | 1 (0,17%)    |
| Укупно       | 585          |

| Демографија | Демографија | Демографија |
| Година      | Становника  | Становника  |
| ----------- | ----------- | ----------- |
| 1948.       | 197         |             |
| 1953.       | 167         |             |
| 1961.       | 215         |             |
| 1971.       | 315         |             |
| 1981.       | 457         |             |
| 1991.       | 573         |             |
| 2011.       | 585         |             |